# Keiichi Ishii

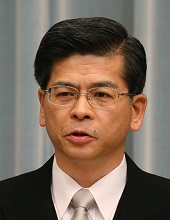
Keiichi Ishii

Keiichi Ishii (jap. 石井 啓一 Ishii Keiichi; * 20. März 1958 in Toshima, Präfektur Tokio) ist ein japanischer Politiker. Er war von 1993 bis 2024 Abgeordneter im Shūgiin, dem Unterhaus des nationalen Parlaments, für die meiste Zeit für den Verhältniswahlblock Nord-Kantō, und 2024 für kurze Zeit Parteivorsitzender der Kōmeitō.
Ishii besuchte die angeschlossene Mittel- und Oberschule der Waseda-Universität, anschließend studierte er an der ingenieurswissenschaftlichen Fakultät der Universität Tokio. Nach seinem Abschluss 1981 wurde er Beamter im Bauministerium. 1992 verließ er das Ministerium und wandte sich der Politik zu.
Bei der Shūgiin-Wahl 1993 kandidierte Ishii für die Kōmeitō im dreimandatigen Wahlkreis Tokio 5 und wurde mit dem dritthöchsten Stimmenanteil gewählt: um rund 4.000 Stimmen verdrängte er LDP-Amtsinhaber Kōki Kobayashi auf den vierten Platz. Nach der Wahlrechtsreform 1994 kandidierte er über die Verhältniswahl, zunächst in Tokio, seit 2000 in Nord-Kantō, und wurde sechs Mal in Folge wiedergewählt. 2003 wurde er unter dem 2. Kabinett Koizumi Staatssekretär im Finanzministerium. In der Kōmeitō nahm er ab den 1990er Jahren höhere Positionen im Parteivorstand ein; 2000 und erneut 2004 war er Vizevorsitzender im politischen Forschungsrat, 2010 wurde er Nachfolger von Tetsuo Saitō als Vorsitzender des politischen Forschungsrats. Von 2015 bis 2019 war er Minister für Land, Infrastruktur, Verkehr und Tourismus (MLIT). Im September 2020 ersetzte er Saitō als Generalsekretär.
2024 zog sich Natsuo Yamaguchi nach 15 Jahren vom Parteivorsitz zurück. Ohne Gegenkandidat wurde Ishii im September 2024 zum Nachfolger gewählt.
Bei der im Oktober 2024 folgenden Shūgiin-Wahl 2024 wechselte Ishii ins Mehrheitswahlsegement in den Wahlkreis Saitama 14. Dort unterlag er mit rund 32 % der Stimmen Yoshihiro Suzuki (37 %, DVP). Wenige Tage nach seiner Abwahl kündigte er angesichts der Sitzverluste der Kōmeitō insgesamt und dem Mehrheitsverlust der Regierung seinen Rücktritt vom Parteivorsitz an. Tetsuo Saitō trat im November 2024 seine Nachfolge an.